# Das Kartenspiel
Das Kartenspiel oder The Deck of Cards ist ein Rezitationslied aus den späten 1940er Jahren. Das Lied wird als Country eingestuft. Dieses Lied erzählt die Geschichte eines jungen amerikanischen Soldaten, der während einer Heiligen Messe verhaftet wurde, weil er sich während der Heiligen Messe mit einem Satz Spielkarten befasste.
Das Lied wurde vom US-amerikanischen Liederschreiber, Sänger und Komponist T. Texas Tyler komponiert. 1948 wurde das Lied von T. Texas Tyler welturaufgeführt.
Obwohl T. Texas Tyler das Rezitationslied schrieb, ist die früheste bekannte Referenz mit dem 20. April 1762 datiert. Diese Referenz findet sich in einem Bericht/Common-Place-Buch von Mary Bacon, einer britischen Bäuerin. Die Geschichte des Soldaten findet sich vollständig in Mary Bacon’s World. A farmer’s wife in eighteenth-century Hampshire, veröffentlicht von Threshold Press (2010).
Diese Volksgeschichte findet später in einer britischen Publikation aus dem 19. Jahrhundert mit dem Titel The Soldier’s Almanack, Bible And Prayer Book.

## Handlung des Spiels
Die Handlung spielt während des Zweiten Weltkriegs. Eine Gruppe von Soldaten der US-Armee befindet sich auf dem Afrikafeldzug in Nordafrika. Nach einer langen Wanderung macht der Trupp von Soldaten in der Nähe der Stadt Bizerte halt. Einer der Soldaten besuchte eine Kirche in Bizerte wo soeben eine Heilige Messe gelesen wird. Während die Bibel gelesen wird, zieht der Soldat einen Satz Kartenspiel aus seiner Jackentasche hervor und breitet das Kartenspiel vor sich aus. Ein Sergeant beobachtet dies und empfindet dies offensichtlich als Beleidigung Gottes, oder besser gesagt als Gotteslästerung. Der Sergeant befiehlt dem Soldaten das Kartenspiel wegzustecken. Der Soldat wird von dem Sergeant verhaftet und auf die Kommandantur gebracht. Dort wird der einfache Soldat dem Propstmarschall vorgeführt. Der Propstmarschall verlangt eine Erklärung. Der Soldat rechtfertigt seine Handlungsweise damit, dass er auf einem langen Marsch gewesen ist und weder eine Bibel noch ein Gebetbuch bei sich hatte.
Der einfache Soldat erklärt dem Propstmarshall die Bedeutung der einzelnen Spielkarten:
- Ass: ein einziger Gott.
- Zwei: das Alte Testament und das Neue Testament in der Bibel. Mitunter wird über die Karte „Zwei“ auf die zwei ersten Menschen hingewiesen: Adam und Eva.
- Drei: die Heilige Dreifaltigkeit.
- Vier: Vier Evangelisten kennt die Heilige Schrift: Matthäus, Markus, Lukas und Johannes.
- Fünf: die fünf weisen Jungfrauen im Gleichnis von den Zehn Jungfrauen.
- Sechs: die Anzahl der Tage, die Gott benötigt hat, um die Erde gemäß der Schöpfungsgeschichte der Genesis zu erschaffen.
- Sieben: der Tag, an dem Gott ruhte, heute bekannt als der Sabbat, aus dem der werksfreie Sonntag hervorging.
- Acht: Das Volk, das Gott während der Großen Sintflut gerettet hat: Noah und seine Frau, ihre drei Söhne und deren drei Frauen (= 8 Personen)
- Neun: von den zehn Aussätzigen, die von Jesus gereinigt wurden, nach dem Lukasevangelium (siehe Lukas 17:11-19), die sich nicht einmal die Mühe machten, ihm zu danken.
- Zehn: die zehn Gebote, die Moses überliefert hat.
- König: Jesus Christus; König der Könige, Herr der Herren.
- Königin: Maria, die Mutter Jesu.
- Bube: Satan oder der Teufel.
- 365 Punkte: die Anzahl der Tage im Jahr.
- 52 Karten: die Anzahl der Wochen in einem Jahr.
- Vier Farben (Herz, Karo, Pik, Treff): die Anzahl der Jahreszeiten in einem Jahr: Frühjahr, Sommer, Herbst, Winter.   Mitunter werden über die vier Kartenfarben die Anzahl der Wochen in einem Monat (= 4 Wochen) erklärt.

Der Soldat beendet seine Geschichte mit den Worten: „Mein Kartenpaket dient mir als Bibel, Almanach und Gebetbuch.“
Der Erzähler (Sänger) des Liedes schließt die Geschichte, indem er sagt, dass „diese Geschichte wahr ist“. Am Ende des Liedes gibt der Erzähler (Sänger) schlussendlich zu, dass er der fragliche Soldat war.

## Rechnung
Die Geschichte, wie sie erzählt wird, enthält einen Fehler in der Anzahl der Tage des heutigen allgemein gültigen Kalenderjahrs.
Die Zahlenkarten eines Standard-Kartenspiels ergeben 220 Punkte:
1+2+3+4+5+6+7+8+9+10 = 55 Punkte pro Farbe
4 Farben (Herz, Karo, Pik, Treff) kennt ein Kartenspiel, daraus ergibt sich die Rechnung 4 x 55 = 220 Punkte.
Es wird davon ausgegangen, dass der Wert der Personenkarten (König, Dame, Bub) in der üblichen Zählweise weitergeführt wird, obwohl dieser fiktive Wert nicht dem üblichen Wert der Spielkarten entspricht.
Karte „Zehn“ = 10 Punkte
Bube = 11 Punkte
Dame = 12 Punkte
König = 13 Punkte
Daraus ergeben sich folgende zusätzliche Punktezahlen:
11+12+13 = 36 Punkte
36 x 4 (Kartenfarben) = 144 Punkte

220 Punkte der Zahlenkarten addiert mit 144 Punkten der Personenkarten ergeben 364 Gesamtpunkte.
Wird ein einzelner Joker, der mit einem Punkt gewertet wird, hinzugerechnet, würden sich 365 Gesamtpunkte ergeben.

## Ungenauigkeit der Rechnung um einen Punkt
Eine Version der Legende aus dem Jahr 1865 zitiert die Unzuverlässigkeit der damaligen bestehenden Almanache. Mit der Ungenauigkeit der damaligen Almanache wird das korrekte Rechenergebnis von 365 Gesamtpunkte gerechtfertigt.
Allerdings weist uns Bruce Low in der letzten Textzeile des deutschen Liedes darauf hin, dass im Leben nie die Rechnung ohne den Joker gemacht werden soll. Somit hat auch das korrekte Rechenergebnis von 364 seine Gültigkeit und seine Berechtigung.

## Grundsätzliche Konnotation dieser Geschichte
Der Soldat war lange unterwegs. Er hatte weder eine Bibel noch ein Gebetbuch bei sich, durch das er die Worte Gottes hätte vernehmen können. Er hatte lediglich einen Satz Kartenspiel bei sich. Unverkennbar dürstete der Soldat nach den Worten Gottes. In seiner Not und in seiner Einsamkeit belegte der Soldat jede Spielkarte mit einem Wort (Gebot) Gottes. Sooft er das Kartenspiel aufschlug, erinnerte sich der Soldat an den Inhalt der Heiligen Schrift. Das Kartenspiel half dem Soldaten bei seinem Fronteinsatz seelisch und damit körperlich zu überleben.

## Deutscher Liedtext
1974 sang bzw. sprach Bruce Low dieses Lied und brachte es unter dem Titel „Das Kartenspiel“ heraus. Statt der Musik von Tyler wurde hier das Air aus der 3. Orchestersuite in D-Dur, BWV 1068 von Johann Sebastian Bach unterlegt. Dabei wurde der deutsche Text gegenüber dem englischen leicht abgeändert.

## Rezeption in Kunst und Geschichte
T. Texas Tyler komponierte das Lied. 1948 wurde das Lied von T. Texas Tyler aufgenommen und erstmalig veröffentlicht. Das Lied landete prompte auf den Platz 2 der Country-Charts. Eine Version von Tex Ritter später im Jahr erreichte Platz 10 in der gleichen Charts. Sänger/Komiker/Radiopersönlichkeit Phil Harris nahm 1948 auch eine Version für RCA Victor auf.
Die höchste Chart-Version wurde 1959 vom zukünftigen Gameshow-Moderator Wink Martindale aufgenommen und in der Ed Sullivan Show aufgeführt. Martindales Interpretation (mit dem Titel „Deck of Cards“) erreichte 1959 Platz 7 der Billboard-Charts und Platz 11 der Country-Charts, erreichte Multi-Platin-Anerkennung und erreichte Platz 1 in vielen weltweiten Musikcharts.
Red Sovine veröffentlichte 1967 eine Version namens „Viet Nam Deck of Cards“ auf seinem Album Phantom 309. Da die Vereinigten Staaten zu dieser Zeit in den Vietnamkrieg verwickelt waren, modifizierte Sovines Version den Text, um die Geschichte des Soldaten dort anstelle des ursprünglichen Schauplatzes des Zweiten Weltkriegs stattfinden zu lassen. William York wurde für die aktualisierten Texte auf dem Album gutgeschrieben.
Bill Anderson veröffentlichte seine Version im Januar 1991 und erreichte Platz 60 der Country-Charts. Da die Vereinigten Staaten zu dieser Zeit in den Golfkrieg verwickelt waren, modifizierte Andersons Version den Text, um die Geschichte des Soldaten dort statt im Zweiten Weltkrieg stattfinden zu lassen. George Morgan schrieb den aktualisierten Text.
Das Lied war auch ein UK Nr. 13 Hit im Oktober 1973 für den Entertainer Max Bygraves.
Die neu veröffentlichte Ausgabe der britischen Hit-Singles aus den Jahren 1940 bis 1952 zeigt, dass der Song im Januar 1949 Platz 2 für Phil Harris erreichte.
Eine niederländische Übersetzung, „Het spel kaarten“, rezitiert von Cowboy Gerard (richtiger Name Gerard de Vries), war 1965 ein Hit in den Niederlanden.
Der Magier Justin Flom schuf einen magischen Effekt, der ebenfalls auf dem Song mit dem Titel „Soldier’s Deck of Cards“ basiert und von über 5 Millionen Menschen online gesehen wurde. [Zitat erforderlich]
Eine tschechische Version dieses Liedes wurde am 9. Oktober 1969 im Studio Smečky vom Sänger Miroslav Černý und der Band Rangers (Plavci) unter dem tschechischen Titel „Balíček karet“ aufgenommen.
Eine finnische Übersetzung, „Korttipakka“, von Tapio Rautavaara, wurde 1976 veröffentlicht.

## Parodien
- Red River Dave komponierte eine Parodie, „The Red Deck of Cards“ über einen US-amerikanischen Kriegsgefangenen, der Karten hasst, weil die Nordkoreaner versuchten, ihm den Kommunismus beizubringen, indem sie ein Kartenspiel benutzten.
- Bill Oddie spielte eine Parodie-Version von Tim Brooke-Taylor und Chris Stuart-Clark über eine Cricket-Tasche in I’m Sorry, I’ll Read That Again. Dieselbe Version wurde auch von David Frost aufgeführt und 1966 als Single von Parlophone Records veröffentlicht, wobei Chris Stuart-Clarkes Name als Stewart-Clarke falsch geschrieben wurde. Es existiert eine Parlophone-Werbesingle, die am 29. April 1966 veröffentlicht wurde und einen John Cleese-Sketch mit dem Titel „Zoo Keeper“ als A-Seite hat, aber Versionen sind auch mit „Deck of Cards“ als A-Seite zu finden.
- Die Soft Boys mit Robyn Hitchcock nahmen auch eine Parodie-Version auf, ursprünglich ein Outtake aus „Live At The Portland Arms (Cambridge)“. Es wurde als Bonus-Flexi-Disc mit Bucketfull von Brains Magazin #23 veröffentlicht.